# Яккини, Джузеппе Мария
Джузеппе Мария Яккини (итал. Giuseppe Maria Jacchini; 16 июля 1667, Болонья — 2 мая 1727, там же) — итальянский виолончелист и композитор. Яккини был назван современниками «знаменитым и удивительным мастером сопровождения певцов».

## Биография
Родился 16 июля 1667 года в итальянском городе Болонье.
Композиции обучался у Дж. А. Перти, возглавлявшего капеллу в храме Сан-Петронио, игре на виолончели — у виолончелиста Д. Габриелли. На формирование композиторского стиля существенное влияние оказал также Дж. Торелли. Джузеппе Яккини также стал известен как один из крупнейших исполнителей-солистов и славился искусством аккомпанемента.
В 1688 году был избран членом Болонской филармонической академии. С 1689 года был виолончелистом капеллы Сан-Петронио, сменив на этом посту Д. Габриелли.
Умер 2 мая 1727 года в возрасте 59 лет в Болонье.

### Музыкальное творчество
- 1694 — 2 сонаты для виолончели соло
- 1690-1696 — 6 сонат для скрипки и виолончели соло
- 1697 — 2 сонаты для виолончели соло с basso continuo
- 1695 — 10 камерных сонат для 3-4 инструментов с виолончелью obligato
- 1697 — 8 камерных концертов для скрипки и виолончели соло с basso continuo
- 1701 — 10 камерных концертов для 3-4 инструментов с виолончелью obligato
- 1703 — 10 «Развлечений» («Trattenimenti») для 3-6 инструментов
- 1695 — 2 симфонии для 2 труб, смычковых и basso continuo